# نور السمري
نور السمري (ولدت في 28 سبتمبر عام 1982 في القاهرة) أصبحت ملكة جمال مصر لعام 2003  ، قامت بتمثيل دور بنت نور الشريف في مسلسل "العطار والسبع بنات"، وكذلك فيلم (أحلام) سنة 2005، كما عملت مذيعة في MBC Bollywood والآن تعمل مذيعة راديو ام بي سي بانوراما اف ام ببرنامج (بوليوود مع نور)

## روابط خارجية
- نور السمري على موقع IMDb (الإنجليزية)
- نور السمري على موقع الدهليز
- نور السمري على موقع قاعدة بيانات الأفلام العربية